# Райтсвілл-Біч (Північна Кароліна)
Райтсвілл-Біч (англ. Wrightsville Beach) — місто (англ. town) в США, в окрузі Нью-Гановер штату Північна Кароліна. Населення — 2473 особи (2020).

## Географія
Райтсвілл-Біч розташований за координатами 34°12′44″ пн. ш. 77°47′51″ зх. д. / 34.21222° пн. ш. 77.79750° зх. д. (34.212199, -77.797558).  За даними Бюро перепису населення США в 2010 році місто мало площу 5,90 км², з яких 3,62 км² — суходіл та 2,28 км² — водойми.

## Демографія
Згідно з переписом 2010 року, у місті мешкало 2477 осіб у 1149 домогосподарствах у складі 492 родин. Густота населення становила 420 осіб/км².  Було 2751 помешкання (467/км²).
Расовий склад населення:
| - 97,9 % — білих - 0,6 % — азіатів - 0,3 % — чорних або афроамериканців - 0,2 % — корінних американців |

До двох чи більше рас належало 0,6 %. Частка іспаномовних становила 1,1 % від усіх жителів.
За віковим діапазоном населення розподілялося таким чином: 12,6 % — особи молодші 18 років, 73,2 % — особи у віці 18—64 років, 14,2 % — особи у віці 65 років та старші. Медіана віку мешканця становила 35,6 року. На 100 осіб жіночої статі у місті припадало 113,0 чоловіків;  на 100 жінок у віці від 18 років та старших — 113,4 чоловіків також старших 18 років.
Середній дохід на одне домашнє господарство  становив 111 761 долар США (медіана — 64 167), а середній дохід на одну сім'ю — 164 227 доларів (медіана — 93 929). Медіана доходів становила 56 447 доларів для чоловіків та 53 333 долари для жінок. За межею бідності перебувало 18,3 % осіб, у тому числі 9,4 % дітей у віці до 18 років та 2,8 % осіб у віці 65 років та старших.
Цивільне працевлаштоване населення становило 1384 особи. Основні галузі зайнятості: науковці, спеціалісти, менеджери — 21,7 %, освіта, охорона здоров'я та соціальна допомога — 20,2 %, мистецтво, розваги та відпочинок — 19,2 %.